# InterLiga 2008
La InterLiga 2008 fue la quinta edición del torneo el cual reparte los últimos dos cupos de equipos mexicanos a la Copa Libertadores 2008.
El torneo fue ganado por el Club América que luego de empatar a 3 goles con el Cruz Azul logró derrotarlo 5-3 en tanda de penales y así obtuvo el lugar de México 2, mientras que el Atlas derrotó 3-0 al San Luis y calificó como México 3 a la Copa Libertadores 2008.

## México 1
El lugar de México 1 lo disputarían Pachuca campeón del torneo Clausura 2006 y Guadalajara campeón del torneo Apertura 2006, pero debido a que el Pachuca obtuvo el título del Clausura 2007 asistirá a la Copa de Campeones de la CONCACAF 2008 y el Guadalajara califica automáticamente como México 1.

## Clasificación Final 2006-07
| Po. | Equipo      | Jj | Jg | Je | Jp | GF | GC | Dif | Pts |              |
| --- | ----------- | -- | -- | -- | -- | -- | -- | --- | --- | ------------ |
| 1   | Pachuca     | 34 | 19 | 8  | 7  | 68 | 34 | 34  | 65  | Concacaf     |
| 2   | América     | 34 | 17 | 8  | 9  | 47 | 30 | 17  | 59  |              |
| 3   | Cruz Azul   | 34 | 17 | 7  | 10 | 49 | 37 | 12  | 58  |              |
| 4   | Guadalajara | 34 | 16 | 9  | 9  | 53 | 32 | 21  | 57  | Libertadores |
| 5   | Atlas       | 34 | 14 | 10 | 10 | 45 | 36 | 9   | 52  |              |
| 6   | Pumas UNAM  | 34 | 11 | 16 | 7  | 40 | 29 | 11  | 49  |              |
| 7   | Toluca      | 34 | 10 | 16 | 8  | 42 | 33 | 9   | 46  |              |
| 8   | Monterrey   | 34 | 12 | 10 | 12 | 44 | 44 | 0   | 46  |              |
| 9   | Morelia     | 34 | 14 | 3  | 17 | 47 | 51 | -4  | 45  |              |
| 10  | San Luis    | 34 | 13 | 8  | 13 | 35 | 35 | 0   | 44  |              |

### Equipos Calificados
Una vez finalizados la temporada 2006-07 y el Apertura 2007 del fútbol mexicano, se definieron los clubes que participarán en la InterLiga:
- Pachuca consiguió el título del Clausura 2007 por lo que asistirá a la Copa de Campeones de la CONCACAF 2008, su lugar es tomado por Morelia.
- Guadalajara califica a la Copa Libertadores 2008 como México 1, su lugar es tomado por el San Luis.

| Grupo A |  | Grupo B   |
| ------- |  | --------- |
| América |  | Cruz Azul |
| Atlas   |  | UNAM      |
| Toluca  |  | Monterrey |
| Morelia |  | San Luis  |

| América: 4.ª participación (2.ª consecutiva desde 2007) | Cruz Azul: 3.ª participación (3.ª consecutiva desde 2006) |
| Atlas: 2.ª participación (1.ª desde 2004)               | UNAM: 1.ª participación                                   |
| Toluca: 3.ª participación (1.ª desde 2005)              | Monterrey: 3.ª participación (3.ª consecutiva desde 2006) |
| Morelia: 4.ª participación (3.ª consecutiva desde 2006) | San Luis FC: 1.ª participación                            |

## Sedes
| Sede    | Estadio               | Capacidad |
| ------- | --------------------- | --------- |
| Carson  | The Home Depot Center | 27,000    |
| Frisco  | Pizza Hut Park        | 20,500    |
| Houston | Reliant Stadium       | 32,000    |

## Árbitros
| - Arkadiusz Prus - Baldomero Toledo - Brian Hall - Ricardo Salazar - Jair Marrufo - Jorge González | - Kevin Stott - Mark Geiger - Michael Kennedy - Terry W. Vaughn - Tim Weyland |

## Resultados
Los horarios están en hora local.

### Grupo A
| Equipo  | Pts | PJ | PG | PE | PP | GF | GC |
| ------- | --- | -- | -- | -- | -- | -- | -- |
| América | 9   | 3  | 3  | 0  | 0  | 6  | 3  |
| Atlas*  | 4   | 3  | 1  | 1  | 1  | 4  | 3  |
| Toluca  | 4   | 3  | 1  | 1  | 1  | 4  | 3  |
| Morelia | 0   | 3  | 0  | 0  | 3  | 1  | 6  |

| 3 de enero de 2008, 18:30 | Toluca            | 0:0 (0:0) | Atlas                                   | Reliant Stadium, Houston, TX                                     |                                                                  |
|                           | E. González 90+2' |           | Achucarro 14' · Medina 51' · Rergis 75' | Asistencia: 9,354 espectadores Árbitro(s): Terry W. Vaughn (USA) | Asistencia: 9,354 espectadores Árbitro(s): Terry W. Vaughn (USA) |

| 3 de enero de 2008, 21:00 | Morelia                                              | 0:1 (0:1) | América                          | Reliant Stadium, Houston, TX                                    |                                                                 |
|                           | Martínez 38' · Trujillo 89' · Cervantes 90' hasta 3' |           | Arguello 11' 36' · Domínguez 81' | Asistencia: 9,354 espectadores Árbitro(s): Arkadiusz Prus (USA) | Asistencia: 9,354 espectadores Árbitro(s): Arkadiusz Prus (USA) |

| 6 de enero de 2008, 16:00 | América                                                                    | 2:1 (0:1) | Toluca                                    | Pizza Hut Park, Frisco, TX                                    |                                                               |
|                           | Íñigo 57' · Arguello 64' · Rojas 66' · Villa 66' · Núñez 76' · Esqueda 84' |           | Sánchez 14' · Da Silva 55' · I. López 90' | Asistencia: 18,970 espectadores Árbitro(s): Kevin Stott (USA) | Asistencia: 18,970 espectadores Árbitro(s): Kevin Stott (USA) |

| 6 de enero de 2008, 18:30 | Atlas                                  | 2:0 (1:0) | Morelia                     | Pizza Hut Park, Frisco, TX                                    |                                                               |
|                           | Marioni 14' 67' 84' · M. Rodríguez 76' |           | Harnández 43' · Ramírez 69' | Asistencia: 18,970 espectadores Árbitro(s): Mark Geiger (USA) | Asistencia: 18,970 espectadores Árbitro(s): Mark Geiger (USA) |

| 9 de enero de 2008, 18:00 | Toluca                                               | 3:1 (1:1) | Morelia    | The Home Depot Center, Carson, CA                             |                                                               |
|                           | Da Silva 27' · Giménez 43' · Zinha 70' · Sánchez 90' |           | Guzmán 37' | Asistencia: 20,167 espectadores Árbitro(s): Tim Weyland (USA) | Asistencia: 20,167 espectadores Árbitro(s): Tim Weyland (USA) |

| 9 de enero de 2008, 20:15 | Atlas           | 2:3 (0:0) | América                                               | The Home Depot Center, Carson, CA                            |                                                              |
|                           | Marioni 53' 74' |           | I. Rodríguez 58' · Cabañas 68' 81' · Argüello 73' 87' | Asistencia: 20,167 espectadores Árbitro(s): Brian Hall (USA) | Asistencia: 20,167 espectadores Árbitro(s): Brian Hall (USA) |

### Grupo B
| Equipo     | Pts | PJ | PG | PE | PP | GF | GC |
| ---------- | --- | -- | -- | -- | -- | -- | -- |
| San Luis   | 6   | 3  | 2  | 0  | 1  | 3  | 1  |
| Cruz Azul  | 6   | 3  | 2  | 0  | 1  | 2  | 1  |
| Monterrey  | 3   | 3  | 1  | 0  | 2  | 1  | 2  |
| Pumas UNAM | 3   | 3  | 1  | 0  | 2  | 1  | 3  |

| 2 de enero de 2008, 19:00 | Monterrey               | 0:1 (0:0) | UNAM                    | Pizza Hut Park, Frisco, TX                                       |                                                                  |
|                           | Ibarra 81' · Solano 82' |           | Diego 37' · Bonells 68' | Asistencia: 8,504 espectadores Árbitro(s): Ricardo Salazar (USA) | Asistencia: 8,504 espectadores Árbitro(s): Ricardo Salazar (USA) |

| 2 de enero de 2008, 21:30 | Cruz Azul                                | 0:1 (0:1) | San Luis                     | Pizza Hut Park, Frisco, TX                                        |                                                                   |
|                           | Huiqui 23' · Sabah 68' 68' · Velasco 75' |           | A. Moreno 16' · Martínez 53' | Asistencia: 8,504 espectadores Árbitro(s): Baldomero Toledo (USA) | Asistencia: 8,504 espectadores Árbitro(s): Baldomero Toledo (USA) |

| 5 de enero de 2008, 19:00 | Cruz Azul                | 1:0 (1:0) | Monterrey                                 | Reliant Stadium, Houston, TX     |                                  |
|                           | Andrade 16' · Huiqui 60' |           | Ordaz 60' · Paredes 65' · J. González 69' | Árbitro(s): Jorge González (USA) | Árbitro(s): Jorge González (USA) |

| 5 de enero de 2008, 21:30 | San Luis                                                          | 2:0 (2:0) | UNAM                  | Reliant Stadium, Houston, TX   |                                |
|                           | T. Moreno 8' · García 28' · Pérez 35' · A. Moreno 35' · Piríz 89' |           | Rosas 28' · Rojas 78' | Árbitro(s): Jair Marrufo (USA) | Árbitro(s): Jair Marrufo (USA) |

| 8 de enero de 2008, 18:00 | Monterrey                                             | 1:0 (1:0) | San Luis   | Pizza Hut Park, Frisco, TX                                       |                                                                  |
|                           | Suazo 12' · Erviti 32' · J. González 36' · Solano 91' |           | García 72' | Asistencia: 9,865 espectadores Árbitro(s): Abiodun Okulaja (USA) | Asistencia: 9,865 espectadores Árbitro(s): Abiodun Okulaja (USA) |

| 8 de enero de 2008, 20:15 | UNAM                                        | 0:1 (0:1) | Cruz Azul                 | Pizza Hut Park, Frisco, TX                                       |                                                                  |
|                           | Cabrera 57' · Santana 68' · C. González 90' |           | Vigneri 14' · Torrado 47' | Asistencia: 9,865 espectadores Árbitro(s): Michael Kennedy (USA) | Asistencia: 9,865 espectadores Árbitro(s): Michael Kennedy (USA) |

### Finales

#### Final 1
| 12 de enero de 2008, 18:00 | San Luis                      | 0:3 (0:1) | Atlas                                                     | The Home Depot Center, Carson, CA  |                                    |
|                            | A. Moreno 58' · T. Moreno 61' |           | Marioni 16' · Flores 30' · Achucarro 52' 74' · Torres 59' | Árbitro(s): Baldomero Toledo (USA) | Árbitro(s): Baldomero Toledo (USA) |

#### Final 2
| 12 de enero de 2008, 20:30 | América                                                                                                 | 3:3 (2:2, 2:1) (t. s.) | Cruz Azul                                                       | The Home Depot Center, Carson, CA |                               |
|                            | I. Rodríguez 6' · Cabañas 9' 44' · Rojas 36' · Esqueda 39' · Villa 54' · Núñez 71' · H. López 117' 118' |                        | Torrado 2' · Villaluz 3' · Riveros 42' · Lozano 70' · Lugo 108' | Árbitro(s): Kevin Stott (USA)     | Árbitro(s): Kevin Stott (USA) |

| Tanda de Penaltis |       |     |       |          |
| Cabañas           | Anotó | 1:1 | Anotó | Andrade  |
| H. López          | Anotó | 2:2 | Anotó | Vigneri  |
| Mosqueda          | Anotó | 3:2 | fallo | Riveros  |
| Rojas             | Anotó | 4:3 | Anotó | Villaluz |
| Villa             | Anotó | 5:3 |       |          |

De los ganadores de las finales, el mejor ubicado toma el lugar de México 2, mientras que el otro ganador toma el lugar de México 3 que tendrá que buscar su lugar en un repechaje contra un equipo de CONMEBOL.
América

Campeón

## Estadísticas
| Po. | Equipo           | Pts | PJ | PG | PE | PP | GF | GC |
| --- | ---------------- | --- | -- | -- | -- | -- | -- | -- |
| 1   | América          | 10  | 4  | 3  | 1  | 0  | 9  | 6  |
| 2   | Atlas            | 7   | 4  | 2  | 1  | 1  | 7  | 3  |
| 3   | Cruz Azul        | 7   | 4  | 2  | 1  | 1  | 5  | 4  |
| 4   | San Luis         | 6   | 4  | 2  | 0  | 2  | 3  | 4  |
| 5   | Toluca           | 4   | 3  | 1  | 1  | 1  | 4  | 3  |
| 6   | Monterrey        | 3   | 3  | 1  | 0  | 2  | 1  | 2  |
| 7   | Pumas de la UNAM | 3   | 3  | 1  | 0  | 2  | 1  | 3  |
| 8   | Morelia          | 0   | 3  | 0  | 0  | 3  | 1  | 6  |

██ Calificados a la Copa Libertadores 2008.

## Goleadores
| 5 goles Bruno Marioni-Atlas 3 goles Alejandro Argüello-América Salvador Cabañas-América 2 goles Alfredo Moreno-San Luis Jorge Achucarro-Atlas Vicente Sánchez-Toluca | 1 gol Christian Giménez-Toluca Zinha-Toluca Humberto Suazo-Monterrey Tressor Moreno-San Luis César Villaluz-Cruz Azul Edgar Andrade-Cruz Azul Gerardo Lugo-Cruz Azul Jaime Lozano-Cruz Azul Ever Guzmán-Morelia Ismael Rodríguez-América Pablo Bonells-Pumas UNAM Nicolas Vigneri-Cruz Azul Hernán Rodrigo López-América Richard Núñez-América |

## Ofensiva y Defensiva
| Mejor Ofensiva | G | P | GxP  |
| -------------- | - | - | ---- |
| América        | 9 | 4 | 2.25 |
| Atlas          | 7 | 4 | 1.75 |
| Toluca         | 4 | 3 | 1.33 |
| Cruz Azul      | 5 | 4 | 1.25 |

| Mejor Defensiva | G | P | GxP  |
| --------------- | - | - | ---- |
| Monterrey       | 2 | 3 | 0.67 |
| Cruz Azul       | 4 | 3 | 0.75 |
| Atlas           | 3 | 4 | 0.75 |
| San Luis        | 4 | 4 | 1.00 |

## Juego Limpio
| Equipo    |    | = Doble amarilla | Directa | Puntos | Juegos | Cociente |
| --------- | -- | ---------------- | ------- | ------ | ------ | -------- |
| Atlas     | 7  | 0                | 0       | 7      | 4      | 1.75     |
| San Luis  | 8  | 0                | 0       | 8      | 4      | 2.00     |
| Cruz Azul | 5  | 1                | 1       | 10     | 4      | 2.50     |
| América   | 13 | 0                | 0       | 13     | 4      | 3.25     |
| Morelia   | 5  | 0                | 0       | 5      | 3      | 1.67     |
| U.N.A.M.  | 6  | 0                | 0       | 6      | 3      | 2.00     |
| Toluca    | 3  | 0                | 1       | 4      | 3      | 2.05     |
| Monterrey | 8  | 0                | 1       | 10     | 3      | 3.33     |